# Castanotherium whiteheadi
Castanotherium whiteheadi är en mångfotingart som beskrevs av Pocock 1895. Castanotherium whiteheadi ingår i släktet Castanotherium och familjen Zephroniidae. Inga underarter finns listade i Catalogue of Life.